# Pulvinska kislina
Pulvinska kislina je naravni kemičen pigment oz. prekurzor pigmentov v lišajih in drugih, tudi višjih glivah.